# Ulica Toruńska w Kole
Ulica Toruńska w Kole – jedna z głównych ulic Koła. Stanowi połączenie centrum Koła z dzielnicą przemysłową. Jest jednocześnie drogą tranzytową w kierunku Sompolna i Inowrocławia. Rozciąga się od skrzyżowania z ul. Sienkiewicza i ul. 3 Maja do skrzyżowania z linią kolejową. Położona w całości na terenie osiedla Przedmieście Warszawskie.

## Rys historyczny

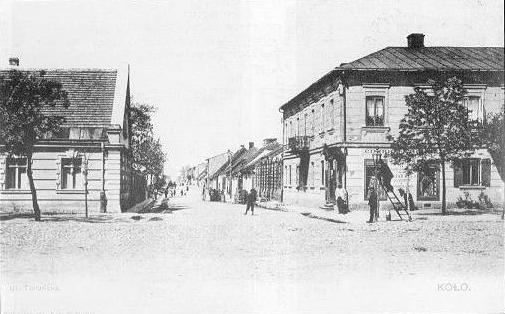
Ulica w 1910 roku

W XV wieku na prawym brzegu Warty rozwijało się miasteczko Zduny. Jego mieszkańcy zajmowali się głównie drobnym rzemiosłem oraz handlem. 17 sierpnia 1655 roku wojska szwedzkie zniszczyły niemal całkowicie Przedmieście. Drugi okres rozwoju tej części miasta miał miejsce w XIX wieku, kiedy to Józef Freudenreich założył pierwszą fabrykę fajansu. Na przełomie XIX i XX wieku przy ulicy Toruńskiej wybudowano murowane kamienice, które istnieją do dziś i są objęte obserwacją konserwatora zabytków.
Okres dwudziestolecia międzywojennego przyniósł budowę przychodzi lekarskiej oraz pierwszego bloku wielorodzinnego, pod aktualnym adresem Toruńska 69. W 1923 roku otwarto do użytku gmach Szkoły Podstawowej nr 3. Do 1939 roku ulica nosiła nazwę ul. generała Orlicz-Dreszera. W okresie okupacji niemieckiej przemianowano ją na Thornenstraße. W tym okresie, równolegle do ulicy, wybudowano ulicę Garncarską. W 1945 roku przywrócono historyczną polską nazwę. 
Po wyzwoleniu miasta, kilka kilometrów od centrum, rozpoczęto budowę zakładów przemysłowych. Do końca XX wieku powstały m.in.: Zakłady Wyrobów Sanitarnych, Fabryka Materiałów i Wyrobów Ściernych „Korund”, zakłady mięsne oraz zakład trudniący się produkcją materaców. 
W XXI wieku ulica Toruńska stała się reprezentacyjną arterią w mieście. Od skrzyżowania z ulicą Sienkiewicza (początek ul. Toruńskiej) do skrzyżowania z ul. Broniewskiego zlokalizowane jest tu znaczna część kolskich banków i sklepów.

## Ulica dziś
Ulica Toruńska w granicach administracyjnych miasta Koła ma długość ponad 4 km.
Przy ulicy mieszczą się obecnie m.in.:
- Szkoła Podstawowa nr 3 im. Marii Konopnickiej,
- Szkoła Podstawowa nr 4 im. Kawalerów Orderu Uśmiechu,
- komenda powiatowa Państwowej Straży Pożarnej,
- Urząd Gminy Koło,
- Saint Gobain Abrasives Sp. z o.o.,
- Sokołów S.A. Oddział Zakłady Mięsne w Kole,
- Energa-Operator SA,
- M&K Foam Sp. z o.o.

Administracyjnie mieszkańcy ul. Toruńskiej przynależą do trzech parafii rzymskokatolickich. Numery nieparzyste do nr 115 włącznie oraz parzyste do nr 66 – są częścią parafii Podwyższenia Krzyża Świętego, kolejne zabudowania do nr 200 - parafii Matki Bożej Częstochowskiej, a wszystkie pozostałe – parafii Świętego Bartłomieja w Osieku Wielkim.